# Пумперникель
Пумперникель (нем. Pumpernickel) — распространённый в Германии сорт ржаного хлеба. Изготавливается из ржаной муки грубого помола с включениями частей непромолотого зерна (фолькорнброт). Пумперникель характерен для вестфальской кухни. Хлеб сорта «пумперникель» оказывает весьма положительное воздействие на пищеварительный процесс и как средство против запоров использовался в Германии ещё в позднее Средневековье.
В переводе на русский язык романа Т. Манна «Волшебная гора», выполненном В. О. Станевич, пумперникель, на который кладёт сыр честер за ужином в санатории главный герой Ганс Касторп, фигурирует как «вестфальский пряник», что, вероятно, послужило источником для такого ошибочного именования пумперникеля на русском языке.

## История
Старейшая из работающих поныне пекарен, где изготавливают пумперникель, находится в восточно-вестфальском городе Зост и была открыта в 1570 году мастером Йоргеном Хаверлантом. Она до сих пор принадлежит потомкам Хаверланта.
Происхождение названия толкуется по-разному. Некоторые немецкие исследователи считают, слово Pumpernickel вначале означало на вестфальском наречии «пукающий Николай», что связано с ускорением пищеварительной функции желудка, производимой данным продуктом. Историк Дёблер, с другой стороны, пишет о том, что во время «ведьмовских процессов», происходивших в Гессене в XVI—XVII столетиях, это словосочетание служило эвфемистическим обозначением дьявола. Как бы то ни было, уже в романе «Симплициссимус» (XVII век) пумперникель упоминается как вид чёрного ржаного хлеба.

## Приготовление
Пумперникель изготавливается из грубо перемолотой ржаной муки и цельных зёрен ржи. Цельные зёрна вначале лежат в течение целой ночи в горячей воде. Тесто в закрытой форме (пульмане) печётся при температуре в 200 °C и затем «томится» при постепенно снижающейся температуре, вплоть до 100 °C 16—24 часа. Такой длительный, «традиционный» процесс неудобен при ежедневной выпечке и продаже хлеба, особенно учитывая наличие воскресных и праздничных дней. Поэтому был разработан упрощённый метод, длящийся от 12 до 16 часов. При этом ускоренном приготовлении в тесто добавляют закваску и/или дрожжи. Для придания хлебу нужного тёмного оттенка добавляется также сироп (концентрированный сок) сахарной свёклы.
Хлеб сорта «пумперникель» может храниться исключительно долго. Запечатанный — несколько месяцев, в жестяных банках — до 2 лет.